# Blue Ash (Ohio)
Blue Ash es una ciudad ubicada en el condado de Hamilton en el estado estadounidense de Ohio. En el Censo de 2010 tenía una población de 12.114 habitantes y una densidad poblacional de 615,91 personas por km².

## Geografía
Blue Ash se encuentra ubicada en las coordenadas 39°14′48″N 84°23′23″O / 39.24667, -84.38972. Según la Oficina del Censo de los Estados Unidos, Blue Ash tiene una superficie total de 19.67 km², de la cual 19.63 km² corresponden a tierra firme y (0.18%) 0.04 km² es agua.

## Demografía
Según el censo de 2010, había 12114 personas residiendo en Blue Ash. La densidad de población era de 615,91 hab./km². De los 12114 habitantes, Blue Ash estaba compuesto por el 79.92% blancos, el 6.5% eran afroamericanos, el 0.17% eran amerindios, el 10.65% eran asiáticos, el 0.05% eran isleños del Pacífico, el 0.57% eran de otras razas y el 2.15% pertenecían a dos o más razas. Del total de la población el 2.54% eran hispanos o latinos de cualquier raza.